# Benny Andersson
Pour les articles homonymes, voir Andersson.
 (mai 2024).
Benny Bror Göran Andersson, né le 16 décembre 1946 à Stockholm, est un musicien et compositeur suédois. Il est connu pour être un membre du groupe ABBA.

## Biographie
Né d’une famille de mélomanes, il s'intéresse à la musique très jeune. Costa et Efraim, ses parents, passaient leurs soirées à jouer des airs folkloriques. À six ans, Benny se voit offrir un accordéon par son grand-père et apprend à en jouer. À dix ans, il joue du piano, et à quinze ans, il quitte l'école pour se consacrer pleinement à son art. Au début des années soixante, il se produit dans des maisons de jeunes, souvent avec la chanteuse Christina Grönwall, qui devient sa fiancée. En 1963, le jeune couple a un fils prénommé Peter.
Benny subvient aux besoins de sa famille en travaillant comme gardien dans l'entreprise de son père. En parallèle, il joue des claviers dans un groupe local, Elverlerts Spelmanslag. Le groupe se lie d'amitié avec les Hep Stars, groupe en pleine ascension qui embauche Benny pour jouer du clavier avec eux. Début 1965, les Hep Stars interprètent à la télévision leur premier disque, Cadillac. En quelques semaines, ils occupent trois des quatre premières places dans les charts suédois. Benny participe avec enthousiasme à l'écriture des chansons. Toujours en 1965, Christina et lui ont une fille, Hélène. Ils se séparent peu après. Benny trouve alors une consolation dans le succès de Sunny Girl, sa première chanson pour les Hep Stars, qui devient numéro un. D'autres succès suivent, tels que It's Nice To Be Back, Wedding ou encore Consolation.
En parallèle, Benny a gardé contact avec Björn Ulvaeus, un ami, membre du groupe Hootenanny Singers. Durant l'été 1966, les deux hommes composent leur première chanson ensemble, Isn't It Easy to Say. À la même époque, Björn rencontre Agnetha Fältskog, qui deviendra son épouse deux années plus tard.
Bien que les Hep Stars furent à un moment le plus grand groupe de Suède, avec trois albums et cinq singles disques d'or, quelques affaires douteuses et un projet de film mal conçu et abandonné laissent les Hep Stars noyés de dettes. Des années plus tard, Benny régle d'énormes arriérés d'impôts qui rognent ses gains avec ABBA. Il est même contraint de verser ses royalties directement aux services fiscaux. En 1969, en pleine désillusion, les Hep Stars se séparent. Plusieurs membres conservent le nom tandis que Benny s'associe avec la chanteuse Lotte Walker, ex-membre du groupe américain The Sherrys.
À l'initiative de l'imprésario Stig Anderson, qui a encouragé Bjorn et Benny à davantage écrire ensemble, les couples Andersson-Lyngstad et Ulvaeus-Falkstög s'unissent en 1972 pour fonder le groupe ABBA, mondialement connu après sa victoire au Concours Eurovision de la chanson 1974.
Il est à l'origine des comédies musicales Chess (1984), Kristina från Duvemåla (1995, d'après l'œuvre de l'écrivain suédois Vilhelm Moberg), et Mamma Mia! (construite sur des chansons du groupe ABBA déjà existantes en 1999), toutes en collaboration avec Björn Ulvaeus. Les deux hommes ont également composé et produit les albums du duo Gemini Gemini (1985) et Geminism (1987) ainsi que l'album de Josefin Nilsson Shapes (1993).
Andersson est un défenseur de la musique traditionnelle suédoise. Il soutient que la musique traditionnelle est un héritage culturel essentiel pour chaque nation et qu'il faut « la maintenir en vie et développer en continu ». C'est pourquoi il joue de la musique folk à l'accordéon avec Orsa Spelmän.

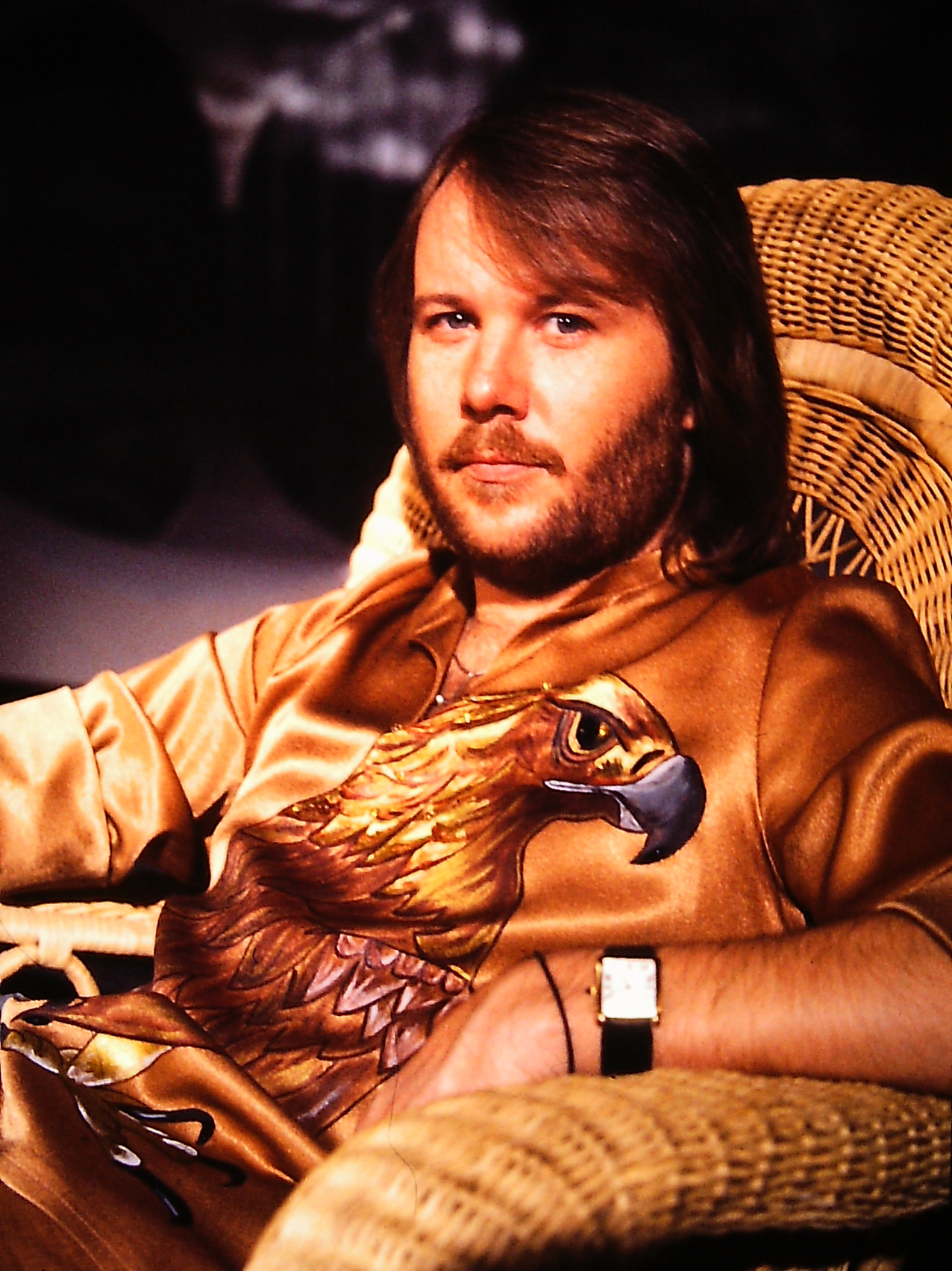
Benny Andersson en 1980.

En 2001, l'artiste fonde son propre orchestre, BAO! (pour « Benny Anderssons Orkester »), dont font entre autres partie les chanteurs Helen Sjöholm, qui a joué dans Kristina from Duvemåla, et Tommy Körberg. Certaines des paroles sont écrites par Björn Ulvaeus. BAO bat un record en Suède grâce à la chanson Du är min man, interprétée par Helen Sjöholm, qui reste classée pendant 156 semaines dans le Svensktoppen (hit parade des chansons en suédois).
Il enregistre son album Piano pour le prestigieux label Deutsche Grammophon en 2017. Ce disque comprend des versions piano de ses compositions.

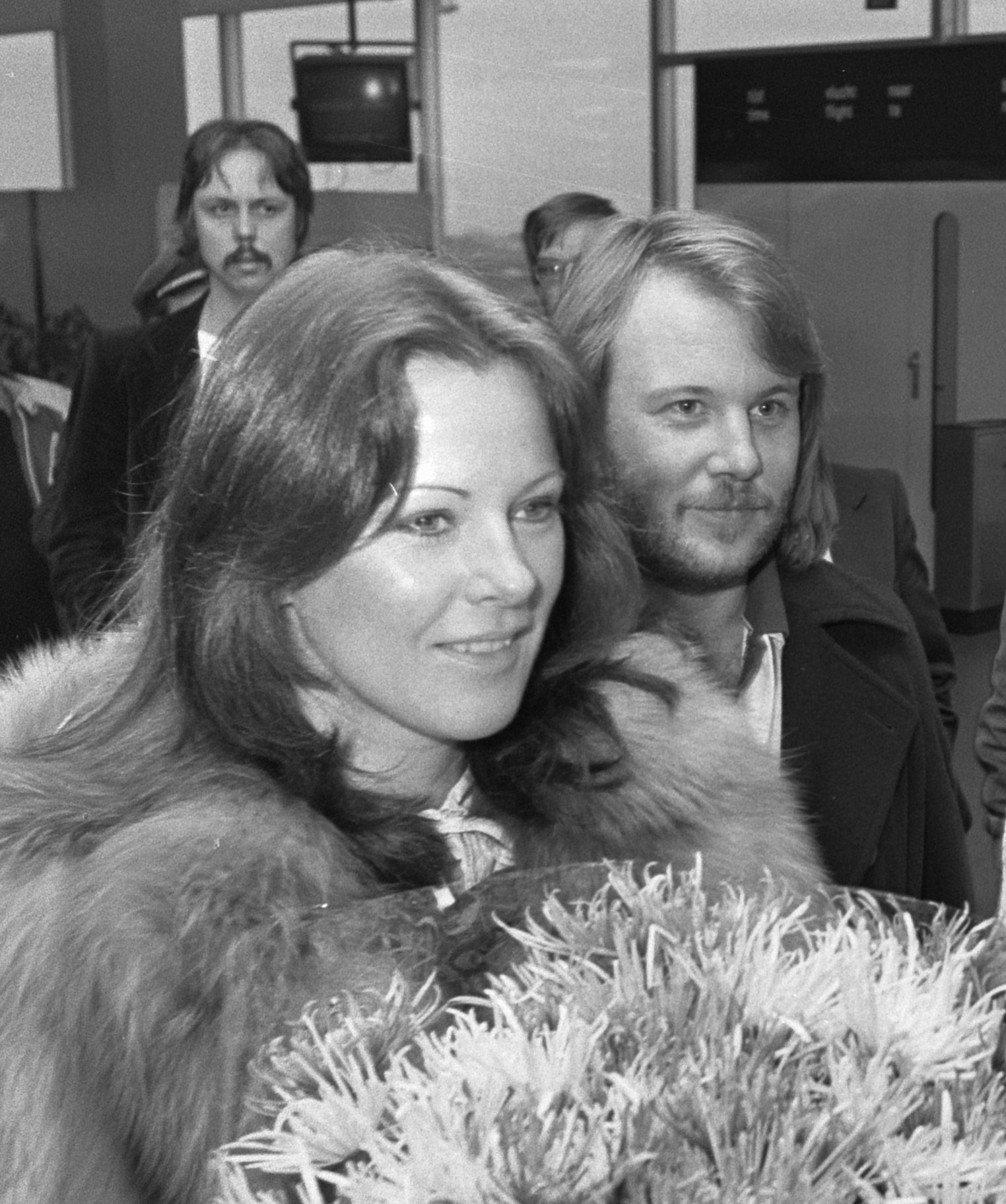
Benny et Anni-Frid Lyngstad en 1976.

En novembre 2021, il sort un nouvel album avec le groupe ABBA, Voyage.

## Distinctions
- Commandeur 1ère classe de l'ordre royal de Vasa (Suède, 2024)[3]

## Vie privée
Le 26 janvier 1963, âgé de seulement 16 ans, Benny Andersson se fiance avec Christina Grönvall, rencontrée fin 1962, avec qui il a deux enfants, Hans Gösta Peter Grönvall, né le 20 août 1963, et Helene Maria Elisabeth Grönvall, née le 25 juin 1965. Le couple se sépare le 10 juin 1968,.
En mars 1969, Benny Andersson rencontre dans un restaurant de Malmö la chanteuse Anni-Frid Lyngstad, future membre d'ABBA. Ils se fiancent l'année suivante. Le 6 octobre 1978, ils se marient à Lidingö, dans la banlieue de Stockholm. Leur maison de disques annonce leur séparation en février 1981. Le divorce est prononcé le 26 novembre 1981.
Le 3 décembre 1981, Benny Anderson se marie avec l'animatrice de télévision Mona Nörklit, avec laquelle il vit depuis l'automne 1980, dont il a un fils, Ludvig Mats Vilhelm Andersson, né le 10 janvier 1982 et fondateur du groupe Ella Rouge. Le couple habite actuellement la Villa Lido, dans le quartier Norra Djurgården, à Stockholm.

## Discographie solo
- Klinga Mina Klockor (1987)
- November 1989 (1989)
- Benny Anderssons Orkester (2001)
- BAO! (2004)
- BAO på turné (2005)
- BAO 3 (2007)
- Story of a Heart  (2009)
- O Klang och Jubeltid (2011)
- Tomten har åkt hem (2012)
- BAO in a Box (2012)
- Piano (2017)